# Zeche Der neue Weg & Wilhelm’s Erbstollen
Die Zeche Der neue Weg & Wilhelms Erbstollen bzw. Zeche Der neue Weg & Wilhelm’s Erbstollen war ein Steinkohlenbergwerk in Dahlhausen. Das Bergwerk entstand durch die Konsolidation der Zeche Der neue Weg mit der Zeche Wilhelm’s Erbstollen. Das Bergwerk gehörte zum Märkischen Bergamtsbezirk und dort zum Geschworenenrevier Dahlhausen.

## Der neue Weg
Die Zeche war auch unter dem Namen Zeche „Der neue Weg Erbstollen“ bekannt. Am 23. Mai 1839 erfolgte die Verleihung des Längenfeldes. Ab März 1840 wurde aus dem Ruhrtal ein Stollen angesetzt. Im Jahr 1844 wurde der Stollen über die östliche Markscheide hinaus aufgefahren. Ab der östlichen Markscheide wurde der Stollen später Wilhelm’s Erbstollen genannt. Im Jahr 1847 erreichte der Stollen eine Auffahrungslänge ab Stollenmundloch von 368 Lachtern und es wurde ein Querschlag angesetzt. Im Jahr 1853 ging das Bergwerk über einen tonnlägigen Förderschacht in Betrieb. Bereits vor dem Jahr 1856 wurde eine Betriebsgemeinschaft mit Wilhelm’s Erbstollen gegründet. Im Jahr 1865 erfolgte die endgültige Konsolidierung der beiden Berechtsamen.

## Der neue Weg & Wilhelm’s Erbstollen
Das Bergwerk wurde auch Zeche Der neue Weg & Wilhelm’s Erbstollen genannt. Ein Jahr nach der Gründung der Betriebsgemeinschaft der beiden weiterhin eigenständigen Bergwerke wurde Wilhelm’s Erbstollen zunächst nur von der Zeche Johann Friederich genutzt. Der Wilhelm’s Erbstollen hatte selbst nur eine geringfügige Förderung. Im Jahr 1862 wurde der Abbau der Zeche Johann Friedrich beendet und die Förderung eingestellt. Ab 1865 war die Zeche Der neue Weg & Wilhelm’s Erbstollen wieder in Betrieb, es erfolgte im selben Jahr die endgültige Konsolidation. Ab 1866 wurde das Bergwerk nur noch Wilhelm’s Erbstollen genannt.

## Wilhelm’s Erbstollen
Der Erbstollen lag in Dahlhausen/Oberwinz. Am 23. Januar 1849 erfolgte die Verleihung des Erbstollenrechts, da der Stollen etwa 5,3 Meter tiefer als der St. Mathias Erbstollen lag. Im Jahr 1854 erhielt die Zeche ein Flöz des St. Mathias Erbstollens zugeteilt und ging in Betrieb. Im Jahr 1855 wurden mit 41 Bergleuten 15.847 preußische Tonnen Steinkohle gefördert. Bereits vor dem Jahr 1856 erfolgte die Gründung der Betriebsgemeinschaft mit Wilhelm’s Erbstollen und im Jahr 1865 wurden beide Berechtsamen konsolidiert. Ab 1866 wurde das Bergwerk nur noch Zeche Wilhelm’s Erbstollen genannt. Von 1866 bis 1876 war das Bergwerk in Betrieb, danach keine Nennung mehr in der Zechenchronik.

### Förderung und Belegschaft
Die ersten Förderzahlen des Bergwerks stammen aus dem Jahr 1867, ein Jahr nach der Umbenennung in Wilhelm’s Erbstollen. Es wurden 88.210 Scheffel, das sind 4.410 Tonnen, Steinkohle abgebaut. Im Jahr 1870 wurden mit 16 Bergleuten 3.418 Tonnen Steinkohle gefördert. Im Jahr 1873 leichter Förderanstieg auf 3.729 Tonnen, diese Förderung wurde mit 25 Bergleuten erbracht. Im Jahr 1875 wurden mit acht Bergleuten 1.644 Tonnen Steinkohle gefördert. Dies sind die letzten bekannten Förder- und Belegschaftszahlen des Bergwerks.